# Gaultheria straminea
Gaultheria straminea är en ljungväxtart som beskrevs av Rhui Cheng Fang. Gaultheria straminea ingår i släktet Gaultheria och familjen ljungväxter. Inga underarter finns listade i Catalogue of Life.